# Raoul Mille
Pour les articles homonymes, voir Mille.
Œuvres principales
- Léa ou l'Opéra sauvage
- Les Amants du paradis
- Père et Mère
- Le Paradis des tempêtes

Raoul Mille, né le 2 septembre 1941 à Paris et mort le 14 juin 2012 à Monaco,, est un journaliste et écrivain français, lauréat du prix Interallié en 1987.

## Biographie
Raoul Mille est né à Paris et a grandi dans le Pas-de-Calais. C'est à l'âge de seize ans qu'il s'établit dans la région de Nice. Romancier, chroniqueur radio, chroniqueur, notamment dans les années 1970 pour L'Action Nice-Côte d'Azur, le mensuel du maire de Nice, Jacques Médecin – où il rencontre Cyril de La Patellière et Christian Estrosi –, pour France 3 puis journaliste dans le quotidien Nice-Matin.
Son roman Les Amants du paradis reçoit le prix Interallié en 1987. Dix ans plus tard, Le Paradis des tempêtes reçoit le prix Baie-des-Anges. En juin 2010, il cosigne Le Roman de Napoléon III avec Christian Estrosi, alors maire de Nice, à l'occasion du 150e anniversaire de l'annexion du comté de Nice à la France.
Grand spécialiste de l'histoire de la Côte d'Azur, il était également membre du conseil municipal de la ville de Nice depuis 2008, chargé de la culture avec le titre de « délégué à la Culture, à la Littérature, à la Lutte contre l’Illettrisme et à l’Histoire ».

## Œuvre
- 1973 : Les Chiens ivres
- 1975 : La Ballade du dinosaure
- 1978 : Gros et heureux de l'être
- 1984 : Léa ou l'Opéra sauvage – Prix des Quatre-Jurys
- 1987 : Les Amants du paradis – Prix Interallié
- 1993 : Père et Mère – Prix Paul-Léautaud
- 1994 : La Belle Otéro
- 1997 : Le Paradis des tempêtes – Prix Nice-Baie-des-Anges
- 1999 : Le Paradis des tempêtes 2 - Les Enfants perdus de l'empereur
- 2001 : Le Paradis des tempêtes 3 - Le Héros des deux mondes
- 2002 : Ma riviera
- 2003 : Ma riviera II
- 2004 : Le Roman de Marie Bashkirtseff - Prix Mottart de l’Académie française 2005
- 2009 : Le Parfum d'Héléna
- 2010 : Le Roman de Napoléon III
- 2013 : Mio dolce amore

## Hommage
En 2014, la nouvelle bibliothèque niçoise, sise dans l'ancienne Gare du Sud restaurée, prend son nom.